# Dolný Pial
Dolný Pial – wieś (obec) na Słowacji położona w kraju nitrzańskim, w powiecie Levice. Pierwsze wzmianki o miejscowości pochodzą z roku 1470. 
Według danych z dnia 31 grudnia 2012, wieś zamieszkiwały 952 osoby, w tym 502 kobiety i 450 mężczyzn.
W 2001 roku rozkład populacji względem narodowości i przynależności etnicznej wyglądał następująco:
- Słowacy – 94,28%
- Czesi – 1,12%
- Morawianie – 0,1%
- Polacy – 0,1%
- Romowie – 0,1%
- Węgrzy – 3,58%

Ze względu na wyznawaną religię struktura mieszkańców kształtowała się w 2001 roku następująco:
- Katolicy rzymscy – %
- Grekokatolicy – %
- Ewangelicy – %
- Prawosławni – %
- Husyci – %
- Ateiści – %
- Przedstawiciele innych wyznań – %
- Nie podano – %